# استرداد (فیلم ۱۳۹۰)
استرداد فیلمی به کارگردانی علی غفاری، نویسندگی علیرضا طالب‌زاده و تهیه‌کنندگی محسن علی‌اکبری ساخته سال ۱۳۹۰ است.

## خلاصه داستان
این فیلم به موضوع طلب یازده تن طلای ایران از شوروی می‌پردازد که قرار بود توسط شوروی بابت بدهی از جنگ جهانی دوم به ایران داده شود و مربوط به مقطع زمانی ۱۳۳۲ است. این فیلم یک درام تاریخی دربارهٔ وقایع جنگ جهانی دوم و مسائلی است که پای نیروهای متحدین و متفقین را به ایران باز کرد و در آن به ماجرای پرداخت غرامت به ایران اشاره می‌شود.

## بازیگران
- حمید فرخ‌نژاد
- فرهاد قائمیان
- آلیسا کاچر
- صالح میرزاآقایی
- سیاوش چراغی‌پور
- علی‌رام نورایی
- بهنام تشکر
- احمد نجفی
- شیرین یزدان‌بخش
- علی روئین‌تن

## ساخت
فیلمبرداری این فیلم در چهار کشور ایران، روسیه، ارمنستان و لهستان انجام شد.

## جوایز

### سی و یکمین دوره جشنواره فیلم فجر
| قسمت                       | نامزد                      | نتیجه    |
| -------------------------- | -------------------------- | -------- |
| بهترین فیلم                | محسن آقاعلی اکبری          | برنده    |
| بهترین کارگردانی           | علی غفاری                  | نامزدشده |
| بهترین بازیگر نقش اول مرد  | حمید فرخ‌نژاد               | برنده    |
| بهترین بازیگر نقش مکمل مرد | فرهاد قائمیان              | نامزدشده |
| بهترین فیلمبرداری          | محمود کلاری                | نامزدشده |
| بهترین فیلمنامه            | علیرضا طالب‌زاده            | نامزدشده |
| بهترین موسیقی متن          | ستار اورکی                 | نامزدشده |
| بهترین تدوین               | بهرام دهقانی               | برنده    |
| بهترین جلوه‌های ویژه میدانی | محسن روزبهانی              | برنده    |
| بهترین صداگذاری            | محمدرضا دلپاک و حسین مهدوی | نامزدشده |
| بهترین صدابرداری           | حسن زاهدی                  | نامزدشده |
| بهترین چهره‌پردازی          | محسن بابایی                | نامزدشده |
| بهترین جلوه‌های ویژه بصری   | مجید شوندی                 | نامزدشده |
| بهرتین طراحی صحنه و لباس   | ایرج رامین‌فر               | نامزدشده |

### چهاردهمین دوره جشن حافظ
| قسمت                      | نامزد        | نتیجه    |
| ------------------------- | ------------ | -------- |
| بهترین فیلمبرداری         | محمود کلاری  | برنده    |
| بهترین دستاورد فنی و هنری | ایرج رامین‌فر | نامزدشده |

### جشن خانه سینما
- کاندیدا تندیس زرین بهترین مدیر تولید - طهورا ابوالقاسمی
- برنده تندیس زرین بهترین موسیقی - ستار اورکی
- کاندیدا تندیس زرین بهترین صداگذاری و میکس - محمدرضا دلپاک
- کاندیدا تندیس زرین بهترین طراحی صحنه - ایرج رامین فر
- برنده تندیس زرین بهترین طراحی لباس - ایرج رامین فر
- کاندیدا تندیس زرین بهترین فیلمبرداری - محمود کلاری
- کاندیدا تندیس زرین بهترین صداگذاری و میکس - حسین مهدوی

### انجمن منتقدان و نویسندگان سینمایی ایران
- دریافت جایزه بهترین فیلم‌برداری - محمود کلاری[۴][۵]